# Luces
«Luces» es una canción interpretada por el cantante y rapero argentino Paulo Londra. La canción fue publicada, como parte de un doble lanzamiento, el 29 de junio de 2022, a través de Warner Music Latina, como el cuarto sencillo de su segundo álbum de estudio Back to the Game (2022). Fue coescrita por Federico Colazo, Federico Vindver y Matías Rapacioli, mientras que fue producida por Vindver y Hot Plug.

## Antecedentes y lanzamiento
Tras el lanzamiento de su tercer sencillo, Londra anunció sorpresivamente, con una diferencia de 35 minutos respecto a la publicación de «Nublado», su siguiente y cuarto sencillo «Luces» a través de un vivo de TikTok, donde estaba celebrando la salida de la primera canción de ese día.

## Recepción

### Comentarios de la crítica
Laura Coca de la cadena Los 40 destacó que Londra, con este lanzamiento, demuestra «que es uno de los artistas más versátiles que tenemos en la industria urbana actual», mientras que los fanáticos en las redes sociales «han llenado de halagos y piropos» al artista por su canción y su talento, ya que se animó a navegar en «un género que nada tiene que ver con el que lleva trabajando durante años».

### Desempeño comercial
El sencillo debutó en el puesto 25 del ranking Billboard Argentina Hot 100, siendo el segundo debut más alto de una canción de esa semana, quedando por detrás de «Nublado», el otro single de Londra.

## Video musical
En el video, Paulo interpreta el papel de un mesero de un club nocturno, donde se encuentra sirviendo tragos y en un momento de la noche debe tomar el lugar del DJ en la cabina para pasar música, poniendo justamente «Luces» con la cual hace bailar a todos los presentes.

## Posicionamiento en las listas
| Listas (2022)                      | Mejor posición |
| ---------------------------------- | -------------- |
| Argentina Hot 100 (Billboard)      | 25             |
| Ecuador Pop (Monitor Latino)       | 19             |
| Ecuador (Top 100 Ecuador)          | 34             |
| España (PROMUSICAE)                | 59             |
| Global Excl. US (Billboard)        | 192            |
| Honduras Pop (Monitor Latino)      | 9              |
| Mexico Espanol Airplay (Billboard) | 25             |

| Listas (2022)  | Mejor posición |
| -------------- | -------------- |
| Paraguay (SGP) | 82             |

## Créditos y personal
Adaptados desde Genius.

### Producción
- Paulo Londra: voz y composición
- Federico Vindver: composición, productor, batería, bajo, guitarra y teclado
- Matías Andrés Rapacioli: composición
- Federico Javier Colazo: composición
- Hot Plug: productor

### Técnico
- Federico Vindver: programación, ingeniero de grabación y sintetizador
- Federico Javier Colazo: programación
- Matías Andrés Rapacioli: sintetizador
- Federico Javier Colazo: sintetizador
- Ignacio Portales: asistente de ingeniería de mezcla

## Historial de lanzamientos
| Región | Fecha               | Formato(s)                 | Sello(s) discográfico(s) | Ref.   |
| ------ | ------------------- | -------------------------- | ------------------------ | ------ |
| Varios | 23 de marzo de 2022 | Descarga digital streaming | Warner Music Latina      | [ 15 ] |